# NGC 6100
NGC 6100 é uma galáxia espiral (S0-a) localizada na direcção da constelação de Serpens. Possui uma declinação de +00° 50' 28" e uma ascensão recta de 16 horas, 16 minutos e 52,3 segundos.
A galáxia NGC 6100 foi descoberta em 3 de Julho de 1886 por Lewis A. Swift.